# توم ستوبارد
سير توم ستوبارد (بالإنجليزية: Tom Stoppard) (اسمه عند الولادة في 3 يوليو 1937 هو توماس ستراوسلر) هو مؤلف مسرحي بريطاني وُلد في جمهورية التشيك. حصل ستوبارد على وسام الاستحقاق، ورتبة الإمبراطورية البريطانية، وحصل أيضًا على وسام الفروسية في 1997، بالإضافة إلى ذلك، فهو عضو في الجمعية الملكية للأدب. كتب ستوبارد عدد كبير من المسرحيات للتلفزيون، والراديو، والمسرح. ومن أهم مسرحياته أركاديا، وساحل يوتوبيا، وكل ولد سيء يتسحق معروف. واشترك ستوبارد في كتابة سيناريو فيلم شكسبير عاشقًا. حاز سير ستوبارد على جائزة أوسكار وأربع جوائز توني.

## روابط خارجية
- توم ستوبارد على موقع IMDb (الإنجليزية)
- توم ستوبارد على موقع الموسوعة البريطانية (الإنجليزية)
- توم ستوبارد على موقع مونزينجر (الألمانية)
- توم ستوبارد على موقع قاعدة بيانات الأفلام العربية
- توم ستوبارد على موقع ألو سيني (الفرنسية)
- توم ستوبارد على موقع ميوزك برينز (الإنجليزية)
- توم ستوبارد على موقع أول موفي (الإنجليزية)
- توم ستوبارد على موقع قاعدة بيانات برودواي على الإنترنت (الإنجليزية)
- توم ستوبارد على موقع قاعدة بيانات برودواي على الإنترنت (الإنجليزية)
- توم ستوبارد على موقع قاعدة بيانات الأفلام السويدية (السويدية)